# Lamprochernes chyzeri
Espèce
Synonymes
- Chernes chyzeri Tömösváry, 1882
- Chelifer mjobergi Tullgren, 1909

Lamprochernes chyzeri est une espèce de pseudoscorpions de la famille des Chernetidae.

## Distribution
Cette espèce se rencontre au Royaume-Uni, en Norvège, en Suède, en Finlande, en Lettonie, en Pologne, au Danemark, en Allemagne, en Suisse, en Italie, en Autriche, en Tchéquie, en Slovaquie, en Hongrie, en Croatie, au Monténégro, en Serbie, en Roumanie, en Bulgarie, en Turquie, en Géorgie et au Kazakhstan et en Macédoine du Nord.

## Publication originale
- Tömösváry, 1882 : A Magyar fauna álskorpiói. Magyar Tudományos Akadémia Matematikai és Természettudományi Közlemények, vol. 18, p. 135-256.